# Araeognatha costimacula
Araeognatha costimacula là một loài bướm đêm trong họ Noctuidae.